# Paraphlegopteryx ivanovi
Paraphlegopteryx ivanovi är en nattsländeart som beskrevs av Weaver, Iii 1999. Paraphlegopteryx ivanovi ingår i släktet Paraphlegopteryx och familjen kantrörsnattsländor. Inga underarter finns listade i Catalogue of Life.